# Ла-Альберка (Саламанка)
Ла-Альберка (ісп. La Alberca) — муніципалітет в Іспанії, у складі автономної спільноти Кастилія-і-Леон, у провінції Саламанка. Населення — 1209 осіб (2010).
Муніципалітет розташований на відстані близько 200 км на захід від Мадрида, 65 км на південний захід від Саламанки.
На території муніципалітету розташовані такі населені пункти: (дані про населення за 2010 рік)
- Ла-Альберка: 1200 осіб
- Лас-Батуекас: 5 осіб
- Прадо-Каррерас: 4 особи

## Демографія
Динаміка населення (INE ):

## Галерея

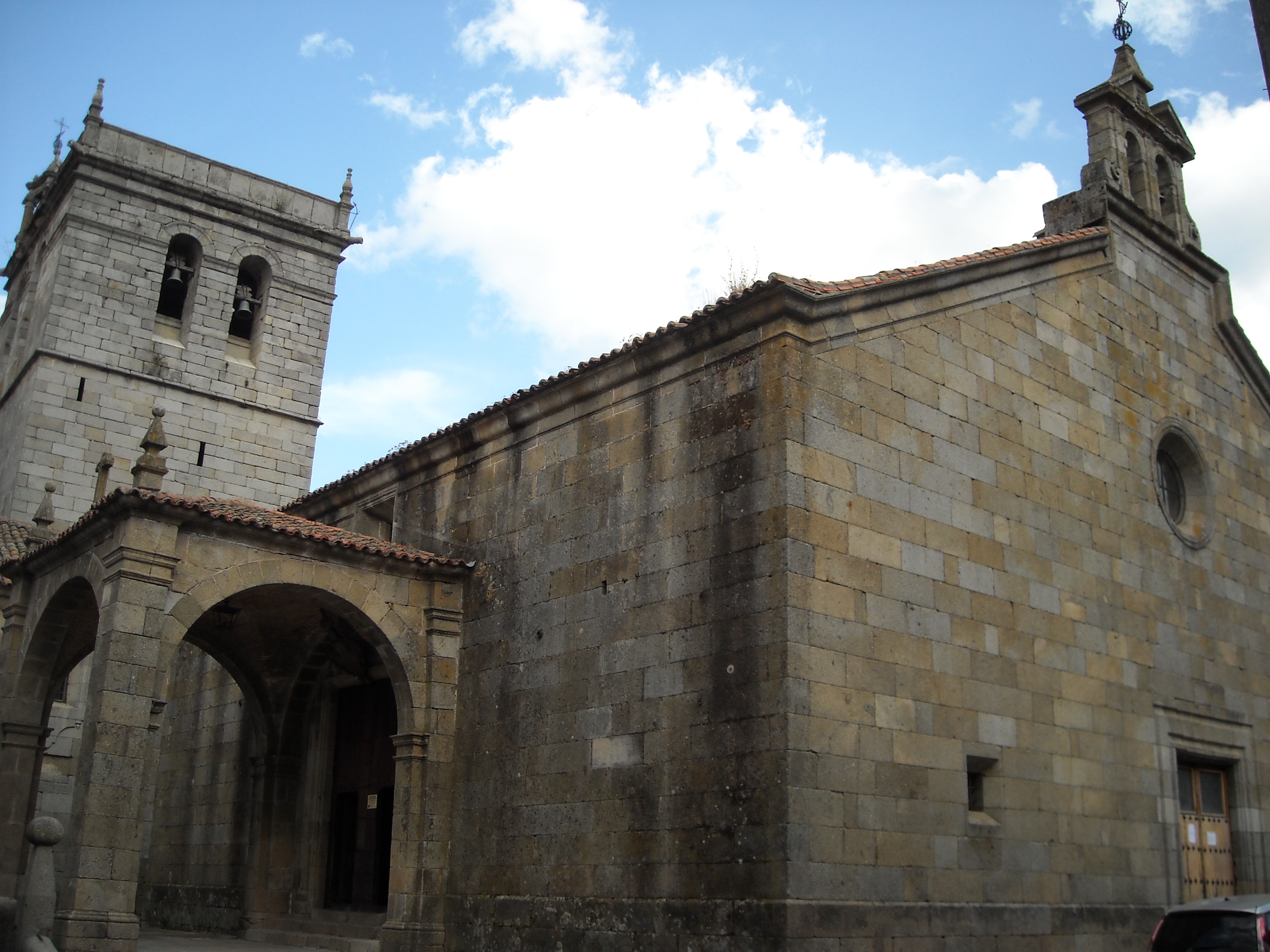
Парафіяльна церква Нуестра-Сеньйора-де-ла-Асунсьйон